# Colmesneil (Texas)
Colmesneil es una ciudad ubicada en el condado de Tyler en el estado estadounidense de Texas. En el Censo de 2010 tenía una población de 596 habitantes y una densidad poblacional de 115 personas por km².

## Geografía
Colmesneil se encuentra ubicada en las coordenadas 30°54′35″N 94°25′19″O / 30.90972, -94.42194. Según la Oficina del Censo de los Estados Unidos, Colmesneil tiene una superficie total de 5.18 km², de la cual 5.18 km² corresponden a tierra firme y (0%) 0 km² es agua.

## Demografía
Según el censo de 2010, había 596 personas residiendo en Colmesneil. La densidad de población era de 115 hab./km². De los 596 habitantes, Colmesneil estaba compuesto por el 90.1% blancos, el 7.55% eran afroamericanos, el 0% eran amerindios, el 0.34% eran asiáticos, el 0% eran isleños del Pacífico, el 1.17% eran de otras razas y el 0.84% pertenecían a dos o más razas. Del total de la población el 3.36% eran hispanos o latinos de cualquier raza.